# Frank Pieter Israel

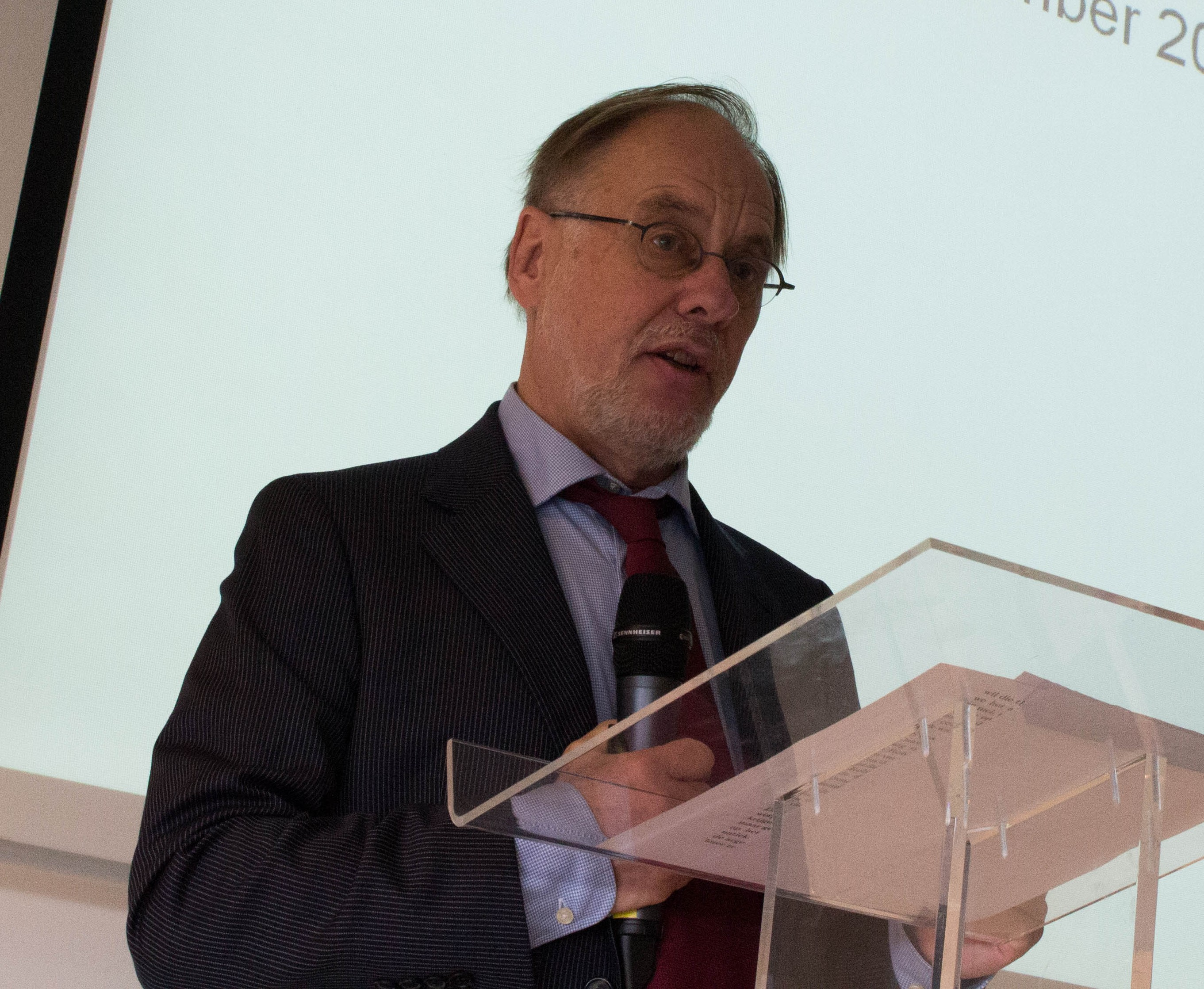
Frank Israel beim Stichting-Skepsis-Kongress.

Frank Pieter Israel (* 1946 in Delft) ist ein niederländischer Radioastronom.

## Leben
Er arbeitete am California Institute of Technology in den USA und bei der ESA, ehe er sich der Sternwarte Leiden anschloss. An der Universität Leiden promovierte er 1976 mit einer Arbeit unter dem Titel Radio investigations of galactic and extragalacic HII regions.
Derzeit hat er dort eine Gastprofessur inne.
Seine Hauptforschungsgebiete umfassen die radioastronomische Beobachtung dichter Materiewolken, speziell die Massekonzentrationen im Zentrum von Galaxien und Zwerggalaxien wie die Magellanschen Wolken.
Der Asteroid (7507) Israel wurde anlässlich seines 51. Geburtstags am 14. Dezember 1997 nach ihm benannt.